# Liste der Abkürzungen antiker Autoren und Werktitel/M
| Abk. Autor           | Autor                                                                                       | Autor                                                                                       | Edition |
|                      | Abk. Werk                                                                                   | Werktitel                                                                                   | Deutscher Titel |
| -------------------- | ------------------------------------------------------------------------------------------- | ------------------------------------------------------------------------------------------- | --- |
| m                    | Mischna                                                                                     | Mischna                                                                                     | Chanoch Albeck (Hrsg.): Shisha Sidre Mishna. 6 Bde., Jerusalem 1952–1958 / Georg Beer, Oscar Holtzmann (Hrsg.): Die Mischna. Gießen/Berlin/New York 1912ff                                                               |
| M. Aur. (M. Aurel.)  | Mark Aurel                                                                                  | Mark Aurel                                                                                  | |
| Maas                 | Talmudtraktat Ma'asrot                                                                      | Talmudtraktat Ma'asrot                                                                      | |
| Macr.                | Macrobius                                                                                   | Macrobius                                                                                   | |
|                      | exc. gramm.                                                                                 | de differentiis et societatibus graeci latinique verbi excerpta                             | |
|                      | Sat.                                                                                        | convivia primi diei Saturnaliorum                                                           | Tischgespräche am Saturnalienfest |
|                      | somn.                                                                                       | commentarius in Ciceronis somnium Scipionis                                                 | Kommentar zu Ciceros Traum des Scipio |
| Mak                  | Talmudtraktat Makkot                                                                        | Talmudtraktat Makkot                                                                        | |
| Makh                 | Talmudtraktat Makhschirin                                                                   | Talmudtraktat Makhschirin                                                                   | |
| Mal                  | Maleachi                                                                                    | Maleachi                                                                                    | |
| Man.                 | Manetho                                                                                     | Manetho                                                                                     | |
|                      |                                                                                             | Aegyptiaca Αἰγυπτιακά (Aigyptiaká)                                                          | |
| Manil.               | Manilius                                                                                    | Manilius                                                                                    | |
|                      |                                                                                             | astronomica                                                                                 | |
| Mar. Avent.          | Marius Aventicensis                                                                         | Marius Aventicensis                                                                         | |
| Mar. Victorin.       | Gaius Marius Victorinus                                                                     | Gaius Marius Victorinus                                                                     | |
|                      | ad. Cand.                                                                                   | epistulae ad Candidum                                                                       | |
|                      | adv. Arrium                                                                                 | adversus Arrium                                                                             | |
|                      | defin.                                                                                      | de definitionibus                                                                           | |
|                      | expl.                                                                                       | explanatio in Ciceronis rhetoricam                                                          | |
|                      | gen. div. verb.                                                                             | de generatione divini verbi                                                                 | |
|                      | gramm.                                                                                      | ars grammatica                                                                              | |
|                      | homous.                                                                                     | de homousio recipiendo                                                                      | |
|                      | verb. script.                                                                               | de verbis scripturae                                                                        | |
| Marc. Emp., Marcell. | Marcellus Empiricus                                                                         | Marcellus Empiricus                                                                         | |
|                      | med. de medic.                                                                              | de medicamentis                                                                             | |
| Marc. Heracl.        | Markianos von Heraklea Pontike                                                              | Markianos von Heraklea Pontike                                                              | |
|                      | epit. peripl.                                                                               | Periplus maris exteri                                                                       | |
| Marcellin.           | Markellinos                                                                                 | Markellinos                                                                                 | |
|                      | vit. Thuk.                                                                                  | vita Thukydidis                                                                             | Leben des Thukydides |
| Marin.               | Marinos von Neapolis                                                                        | Marinos von Neapolis                                                                        | |
|                      | v. Proc.                                                                                    | vita Procli                                                                                 | Leben des Proklos |
| Marm. par.           | Marmor Parium                                                                               | Marmor Parium                                                                               | |
| Mart.                | Martyrium                                                                                   | Martyrium                                                                                   | |
| Mart.                | Martial                                                                                     | Martial                                                                                     | |
|                      |                                                                                             | Epigrammaton libri XIV                                                                      | Epigramme |
|                      | apoph. (epigr. 14)                                                                          | apophoreta                                                                                  | Festgeschenke |
|                      | spect.                                                                                      | spectaculorum liber                                                                         | Über die Spiele |
|                      | xen. (epigr. 13)                                                                            | xenia                                                                                       | Geschenke |
| MartAndr             | Martyrium des Andreas (Martyrium Andreae)                                                   | Martyrium des Andreas (Martyrium Andreae)                                                   | |
| Mart. Brac.          | Martin von Braga                                                                            | Martin von Braga                                                                            | |
|                      | corr. rust.                                                                                 | de correctione rusticorum                                                                   | |
| Mart. Cap.           | Martianus Capella                                                                           | Martianus Capella                                                                           | |
|                      |                                                                                             | de nuptiis Philologiae et Mercurii                                                          | |
| MartPaul             | Martyrium des Paulus (Martyrium Pauli)                                                      | Martyrium des Paulus (Martyrium Pauli)                                                      | |
| MartPetr             | Martyrium des Petrus (Martyrium Petri)                                                      | Martyrium des Petrus (Martyrium Petri)                                                      | |
| Martial.             | Martial siehe Mart.                                                                         | Martial siehe Mart.                                                                         | |
| Matz-Duhn            | Antike Bildwerke in Rom                                                                     | Antike Bildwerke in Rom                                                                     | Friedrich Matz, Friedrich von Duhn (Leipzig 1881–1882) |
| Max. Conf.           | Maximus Confessor                                                                           | Maximus Confessor                                                                           | |
|                      | ascet.                                                                                      | liber asceticus                                                                             | |
|                      | carit.                                                                                      | capita de cariate                                                                           | |
| Max. Tyr.            | Maximos von Tyros                                                                           | Maximos von Tyros                                                                           | |
| Mc                   | Evangelium nach Markus (Evangelium Marci)                                                   | Evangelium nach Markus (Evangelium Marci)                                                   | |
| Meg                  | Talmudtraktat Megilla                                                                       | Talmudtraktat Megilla                                                                       | |
| MegTaan              | Megillat Ta'anit                                                                            | Megillat Ta'anit                                                                            | H. Lichtenstein (Hrsg.): Die Fastenrolle. In: Hebrew Union College Annual 8-9, Cincinnati 1931–1932 (S. 257–351) |
| Meil                 | Talmudtraktat Me'ila                                                                        | Talmudtraktat Me'ila                                                                        | |
| MekhJ                | Mekhilta de Rabbi Jischmael                                                                 | Mekhilta de Rabbi Jischmael                                                                 | H. S. Horovitz, I. A. Rabin (Hrsg.): Mechilta d'Rabbi Ismael. Frankfurt a. M. 1931, Nachdruck Jerusalem 1970 / J. Z. Lauterbach (Hg. und Übers.): Mekilta de-Rabbi Ismael. 3 Bde. Philadelphia 1933–1935                 |
| MekhSh               | Mekhilta de Rabbi Schimon                                                                   | Mekhilta de Rabbi Schimon                                                                   | J. N. Epstein, E. Z. Melamed (Hrsg.): Mekhilta d'Rabbi Sim'on b. Jochai. 2. Aufl. Jerusalem 1955 |
| Mel.                 | Meleagros von Gadara                                                                        | Meleagros von Gadara                                                                        | |
|                      |                                                                                             |                                                                                             | Epigramme |
| Mela (Mel.)          | Pomponius Mela                                                                              | Pomponius Mela                                                                              | |
|                      |                                                                                             | de chorographia (de situ orbis)                                                             | Weltbeschreibung |
| Melanipp.            | Melanippides                                                                                | Melanippides                                                                                | |
| Meliss.              | Melissos                                                                                    | Melissos                                                                                    | |
| Men                  | Talmudtraktat Menachot                                                                      | Talmudtraktat Menachot                                                                      | |
| Men.                 | Menandros                                                                                   | Menandros                                                                                   | |
|                      | aspis                                                                                       | aspis Ἀσπίς (Aspís)                                                                         | Der Schild |
|                      | Dysk.                                                                                       | Dyscolus Δύσκολος (Dýskolos)                                                                | Der Griesgram |
|                      | Epitr.                                                                                      | Epitrepontes Ἐπιτρέποντες (Epitrépontes)                                                    | Das Schiedsgericht |
|                      | frg. … K.                                                                                   | fragmentum … Körte                                                                          | |
|                      | Georg.                                                                                      | Georgus Γεωργός (Geōrgós)                                                                   | Der Bauer |
|                      | Her.                                                                                        | Heros                                                                                       | Der Halbgott |
|                      | Kol.                                                                                        | Colax Κόλαξ (Kólax)                                                                         | Der Schmeichler |
|                      | Mis.                                                                                        | Misumenus Μισούµενος (Misoúmenos)                                                           | Der Mann, den sie hasste |
|                      | Per.                                                                                        | Perinthia                                                                                   | Das Mädchen aus Perinthos |
|                      | Phasma                                                                                      | Phasma                                                                                      | Das Gespenst |
|                      | Perik.                                                                                      | Periciromene Περικειροµένη (Perikeiroménē)                                                  | Die Geschorene |
|                      | Sam.                                                                                        | Samia Σαµία                                                                                 | Das Mädchen aus Samos |
|                      | Sent. (Gnom.)                                                                               | Sententiae Γνῶµαι µονόστιχοι (Gnômai monóstichoi)                                           | |
|                      | Sik.                                                                                        | Sicyonius/i Σικυώνιος(-οι) (Sikyṓnios(-oi))                                                 | Der (Die) Sikyoner |
| Mesom.               | Mesomedes                                                                                   | Mesomedes                                                                                   | |
|                      | Mus.                                                                                        | Hymnus in Musam                                                                             | |
|                      | Nem.                                                                                        | Hymnus in Nemesin                                                                           | |
|                      | Sol.                                                                                        | Hymnus in Solem                                                                             | |
| MG                   | Monumenta Germaniae Historica                                                               | Monumenta Germaniae Historica                                                               | |
|                      | AA                                                                                          | Auctores Antiquissimi                                                                       | |
|                      | Cap.                                                                                        | Capitularia regum Francorum                                                                 | |
|                      | Cap. NS                                                                                     | Capitularia regum Francorum, Nova series                                                    | |
|                      | Conc.                                                                                       | Concilia                                                                                    | |
|                      | Const.                                                                                      | Constitutiones et acta publica imperatorum et regum                                         | |
|                      | Dipl.                                                                                       | Diplomata                                                                                   | |
|                      | Ep.                                                                                         | Epistolae                                                                                   | |
|                      | Ep. sel.                                                                                    | Epistolae selectae                                                                          | |
|                      | Leg.                                                                                        | Leges                                                                                       | |
|                      | Lib. lit.                                                                                   | Libelli de lite imperatorum et pontificium                                                  | |
|                      | Necr.                                                                                       | Necrologia Germaniae                                                                        | |
|                      | Poet.                                                                                       | Poetae Latini medii aevi                                                                    | |
|                      | Script.                                                                                     | Scriptores                                                                                  | |
|                      | Script. rer. Germ.                                                                          | Scriptores rerum Germanicarum in usum scholarum separatim editi                             | |
|                      | Script. rer. Germ. NS                                                                       | Scriptores rerum Germanicarum, Nova Series                                                  | |
|                      | Script. rer. Lang.                                                                          | Scriptores rerum Langobardicarum et Italicarum                                              | |
|                      | Script. rer. Mer.                                                                           | Scriptores rerum Merovingicarum                                                             | |
| MHG                  | Midrasch ha-gadol                                                                           | Midrasch ha-gadol                                                                           | |
| MHG Bem              | Midrasch HaGadol Bemidbar                                                                   | Midrasch HaGadol Bemidbar                                                                   | Z. M. Rabinowitz (Hrsg.): Midrash Haggadol. Numbers Jerusalem 1957, Nachdruck 1967 |
| MHG Ber              | Midrasch HaGadol Bereschit                                                                  | Midrasch HaGadol Bereschit                                                                  | M. Margulies (Hrsg.): Midrash Haggadol. Genesis. 2 Bde. Jerusalem 1947, Nachdruck 1967 |
| MHG Dev              | Midrasch HaGadol Devarim                                                                    | Midrasch HaGadol Devarim                                                                    | S. Fisch (Hrsg.): Midrash Haggadol. Deuteronomy. Jerusalem 1972 |
| MHG Shem             | Midrasch HaGadol Schemot                                                                    | Midrasch HaGadol Schemot                                                                    | M. Margulies (Hrsg.): Midrash Haggadol. Exodus. Jerusalem 1956, Nachdruck 1967 |
| MHG Wa               | Midrasch HaGadol Wajikra                                                                    | Midrasch HaGadol Wajikra                                                                    | A. Steinsaltz (Hrsg.): Midrash HaGadol. Sefer Wajjiqra. Jerusalem 1975 |
| Mi (Mich)            | Micha                                                                                       | Micha                                                                                       | |
| Mid                  | Talmudtraktat Middot                                                                        | Talmudtraktat Middot                                                                        | |
| Midr.                | Midrasch                                                                                    | Midrasch                                                                                    | |
| Midrasch rabba       | Midrasch rabba („Großer Midrasch“;Sammelbezeichnung zu den aggadischen Midraschim der Tora) | Midrasch rabba („Großer Midrasch“;Sammelbezeichnung zu den aggadischen Midraschim der Tora) | Midrash rabba: al hamissa humese tora … Romm, Wilna 1887, mehrere Nachdrucke |
| Midrasch Zuta        | Midrasch Zuta („Kleiner Midrasch“)                                                          | Midrasch Zuta („Kleiner Midrasch“)                                                          | Salomon Buber (Hrsg.): Midrasch suta. Hagadische Abhandlungen über Schir ha-Schirim, Ruth, Echah und Koheleth. Berlin 1894, Nachdruck                                                                                    |
| Migne, PG            | Patrologia Graeca                                                                           | Patrologia Graeca                                                                           | Jacques-Paul Migne (Paris 1928–1936) |
| Migne, PL            | Patrologia Latina                                                                           | Patrologia Latina                                                                           | Jacques-Paul Migne (Paris 1879) |
| Mimn.                | Mimnermos                                                                                   | Mimnermos                                                                                   | |
| Min. Fel.            | Minucius Felix                                                                              | Minucius Felix                                                                              | |
|                      |                                                                                             | Octavius                                                                                    | |
| Miq                  | Talmudtraktat Miqwa'ot                                                                      | Talmudtraktat Miqwa'ot                                                                      | |
| Misc.                | Vermischtes (Miscellanea)                                                                   | Vermischtes (Miscellanea)                                                                   | |
| Miss. Bobb.          | Missale Bobbiense                                                                           | Missale Bobbiense                                                                           | |
| Miss. Franc.         | Missale Francorum                                                                           | Missale Francorum                                                                           | |
| Miss. Goth.          | Missale Gothicum                                                                            | Missale Gothicum                                                                            | |
| Miss. Rom.           | Missale Romanum                                                                             | Missale Romanum                                                                             | |
| Mk                   | Evangelium nach Markus                                                                      | Evangelium nach Markus                                                                      | |
| MMish                | Midrasch Mischle (Midrasch zum Buch der Sprichwörter)                                       | Midrasch Mischle (Midrasch zum Buch der Sprichwörter)                                       | Burton L. Visotzky (Hrsg.): Midrash Mishle. New York 1990 |
| MMR²                 | The Minoan-Mycenaean Religion                                                               | The Minoan-Mycenaean Religion                                                               | Martin Persson Nilsson (2. Aufl., Lund 1950) |
| Mod.                 | Herennius Modestinus                                                                        | Herennius Modestinus                                                                        | |
| Mon. Anc.            | Monumentum Ancyranum                                                                        | Monumentum Ancyranum                                                                        | |
| Moret.               | Moretum (Teil der Appendix Vergiliana)                                                      | Moretum (Teil der Appendix Vergiliana)                                                      | |
| Mosch.               | Moschos                                                                                     | Moschos                                                                                     | |
|                      | id.                                                                                         | idyllii                                                                                     | Idyllen |
| MQ                   | Talmudtraktat Mo'ed Qatan                                                                   | Talmudtraktat Mo'ed Qatan                                                                   | |
| MSG                  | Musici scriptores Graeci                                                                    | Musici scriptores Graeci                                                                    | Karl von Jan (Stuttgart 1895ff) |
| MSh                  | Talmudtraktat Ma'aser Sheni                                                                 | Talmudtraktat Ma'aser Sheni                                                                 | |
| MShem                | Midrasch Samuel (Midrasch zum Buch Samuel)                                                  | Midrasch Samuel (Midrasch zum Buch Samuel)                                                  | Salomon Buber (Hrsg.): Midrasch Samuel. Krakau 1893, Nachdruck Jerusalem 1965 |
| MShir                | Midrasch Schir HaSchirim (Midrasch zum Hohen Lied)                                          | Midrasch Schir HaSchirim (Midrasch zum Hohen Lied)                                          | s. Midrasch Rabba |
| Mt                   | Matthäusevangelium                                                                          | Matthäusevangelium                                                                          | |
| MTann                | Midrasch Tannaim (Midrasch zum 5. Buch Mose)                                                | Midrasch Tannaim (Midrasch zum 5. Buch Mose)                                                | David Hoffmann (Hrsg.): Midrasch Tannai'm zum Deuteronomium. Berlin 1908/09, Nachdruck |
| MTeh                 | Midrasch Tehillim (Midrasch zu den Psalmen)                                                 | Midrasch Tehillim (Midrasch zu den Psalmen)                                                 | Salomon Buber (Hrsg.): Midrasch Tehillim (Schocher Tob). Wilna 1891, Nachdruck Jerusalem 1966 / August Wünsche (Übers.): Midrasch Tehillim oder Haggadische Erklärung der Psalmen. Trier 1892, Nachdruck Hildesheim 1999 |
| Mul. Chir.           | Mulomedicina Chironis                                                                       | Mulomedicina Chironis                                                                       | |
| MY                   | Mykene (Fundort Linear-B-Täfelchen)                                                         | Mykene (Fundort Linear-B-Täfelchen)                                                         | |
| Mythogr. Gr.         | Mythographi Graeci                                                                          | Mythographi Graeci                                                                          | Martini 2 Bde. (Leipzig 1894–1902) |
| Myth. Vat.           | Mythographi Vaticani                                                                        | Mythographi Vaticani                                                                        | Péter Kulcsár (Brepols 1987; Corpus Christianorvm, Series Latina) |

| Legende zu den Farben der Autoreneinträge | Legende zu den Farben der Autoreneinträge | Legende zu den Farben der Autoreneinträge | Legende zu den Farben der Autoreneinträge                                                      |
| ----------------------------------------- | ----------------------------------------- | ----------------------------------------- | ---------------------------------------------------------------------------------------------- |
|                                           | Autor                                     | Autor                                     | Autorenabkürzung                                                                               |
| SW                                        | Sammelwerk                                | Sammelwerk                                | Sammlung oder Sammelwerk (sowohl moderne als auch antike)                                      |
| AN                                        | Anonym                                    | Anonym                                    | Schrift eines einzelnen, unbekannten Autors                                                    |
| BS                                        | Biblische Schrift                         | Biblische Schrift                         | Schrift des AT oder NT (auch Apokryphen)                                                       |
| RS                                        | Rabbinische Schrift                       | Rabbinische Schrift                       | Mischna, Talmud und sonstige hebräische, nichtbiblische Schrift                                |
| X                                         | Sonstiges                                 | Sonstiges                                 | Abkürzung von Lexikon, Referenz- oder Nachschlagewerk, Schriftreihe etc.; allgemeine Abkürzung |